# A budapesti Baross tér épületeinek listája
Az alábbi lista a budapesti Baross tér épületeinek listáját tartalmazza.

## 1–10.
| Kép | Házszám | Név                          | Építés ideje | Tervező               | Megjegyzés                     | További képek a Wikimédia Commonson |
| --- | ------- | ---------------------------- | ------------ | --------------------- | ------------------------------ | ----------------------------------- |
|     | 1.      | Teltsch-bérház               | 1889         | Teltsch Bertalan      |                                |                                     |
|     | 2.      | Wellisch-bérház              | 1889–1890    | Wellisch Alfréd       |                                |                                     |
|     | 3.      | Ohmüller-bérház              | 1906–1907    | Kőrössy Albert Kálmán |                                |                                     |
|     | 4–5.    | bérház                       | 1900 k.      |                       |                                |                                     |
|     | 6.      | bérház                       | 1890 k.      |                       |                                |                                     |
|     | 7–8.    | Intercity Hotel              | 2021         |                       | Helyén sokáig üres telek állt. |                                     |
|     | 9.      | bérház                       | 1890 k.      |                       | Homlokzata felújítva.          |                                     |
|     | 10.     | Park Hotel (Goldmann-bérház) | 1912–1913    | Gondor Rezső          |                                |                                     |

## 11–20.
| Kép | Házszám | Név                         | Építés ideje | Tervező                          | Megjegyzés | További képek a Wikimédia Commonson |
| --- | ------- | --------------------------- | ------------ | -------------------------------- | --- | ----------------------------------- |
|     | 11/a-b. | Keleti pályaudvar           | 1882–1884    | Rochlitz Gyula, Feketeházy János | A pályaudvar a főcsarnokon kívül a Verseny utca és a Kerepesi út között számos (jellemzően régi, téglaburkolatos) üzemi épületből és térből áll. |                                     |
|     | 11/c.   | Postaépület                 | 19. sz. vége |                                  | |                                     |
|     | 12.     | Gansl-bérház                | 1895         |                                  | |                                     |
|     | 13.     | Spiesz-bérház               | 1895 k.      |                                  | |                                     |
|     | 14.     | bérház                      | 1895         |                                  | |                                     |
|     | 15.     | bérház                      | 1906–1907    | Kőrössy Albert Kálmán            | |                                     |
|     | 16.     | bérház                      | 1888 k.      |                                  | |                                     |
|     | 17.     | bérház                      | 1896         |                                  | |                                     |
|     | 18.     | bérház                      | 1894         |                                  | |                                     |
|     | 19.     | bérház                      | 1890 k.      |                                  | |                                     |
|     | 20.     | modern lakóház („Lottóház”) | 1959–1960    | Csics Miklós                     | Korábban a telken egy négyemeletes, eklektikus stílusú lakóház állt (Fekete Elek, 1893–1894).                                                    |                                     |